# القصاصين القديمة
القصاصين القديمة إحدى قرى مركز التل الكبير التابع لمحافظة الإسماعيلية بجمهورية مصر العربية. في إحصاء عام 2006، بلغ عدد السكان فيها 23,972 نسمة.